# Martinet noir
Apus apus
Espèce
Statut de conservation UICN

 LC  : Préoccupation mineure
Le martinet noir (Apus apus) ou parfois simplement martinet est une espèce d'oiseaux de la famille des apodidés.

## Morphologie
Cet oiseau mesure de 16 à 17 cm de longueur pour une envergure de 42 à 48 cm et une masse de 31 à 56 g.
Cette espèce se distingue aisément de l'hirondelle par ses ailes en forme de faucille, son corps plus effilé et plus grand, une coloration générale bien plus foncée et, mise à part sa gorge, l'absence de zones blanches. De même les grandes troupes qu'ils forment et les cris perçants qu'ils poussent sont caractéristiques. Ces poursuites stridentes, dans lesquelles à partir de la mi-mai on observe beaucoup de jeunes adultes non nidificateurs, marquent les limites de la colonie de martinets.

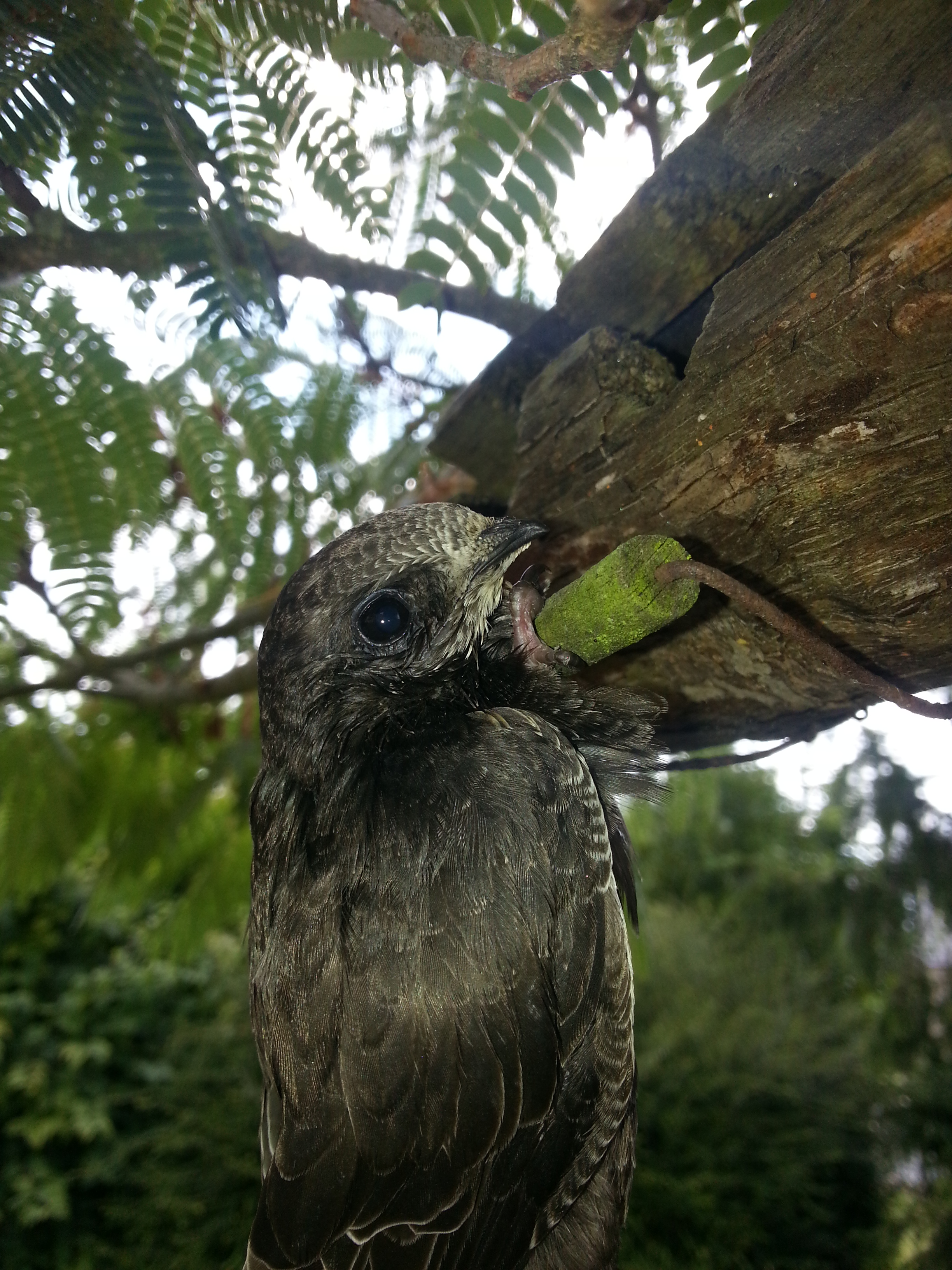
Martinet noir suspendu.
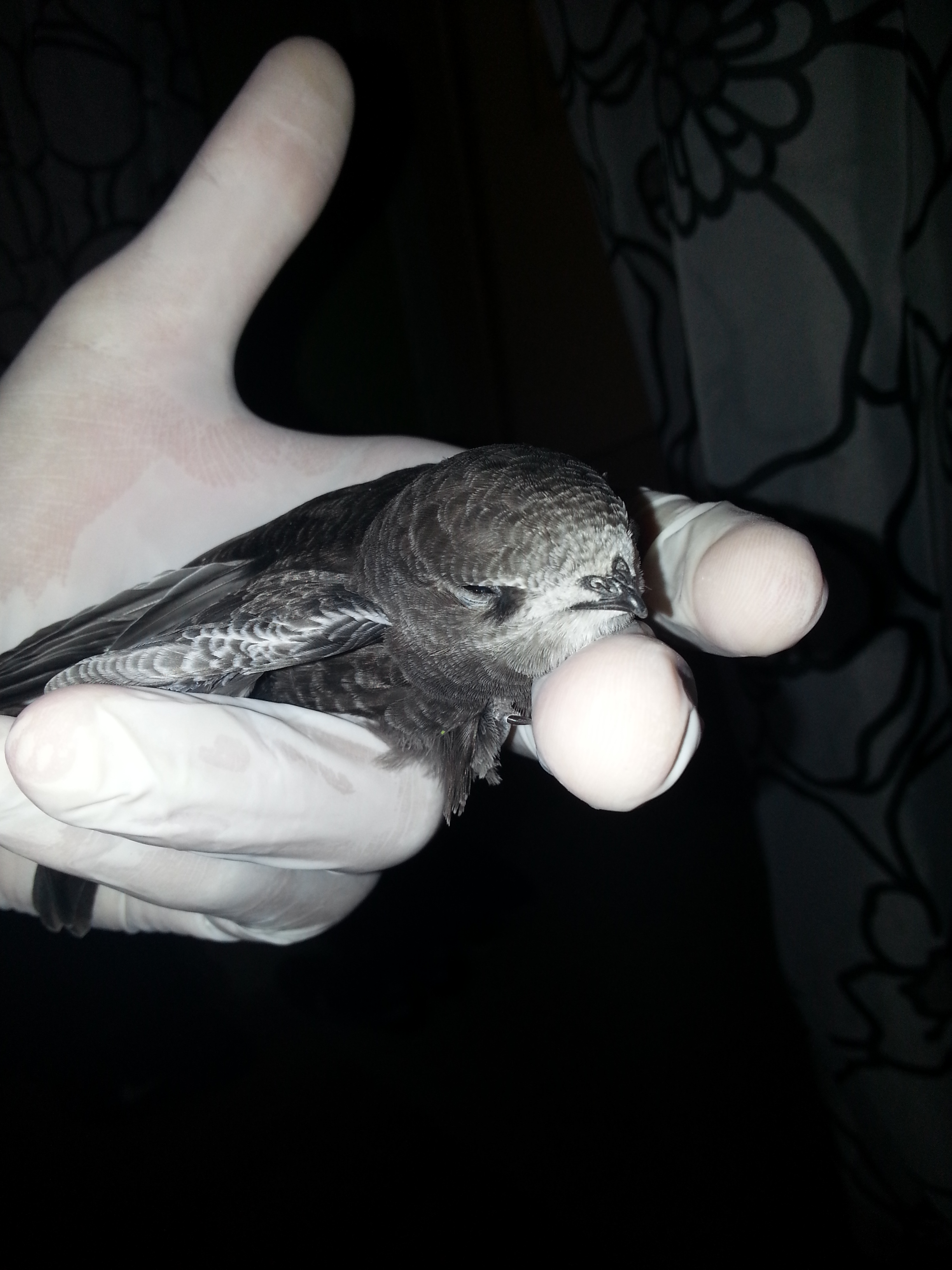
Martinet noir juvénile, reconnaissable par le plumage blanc au niveau de la tête.
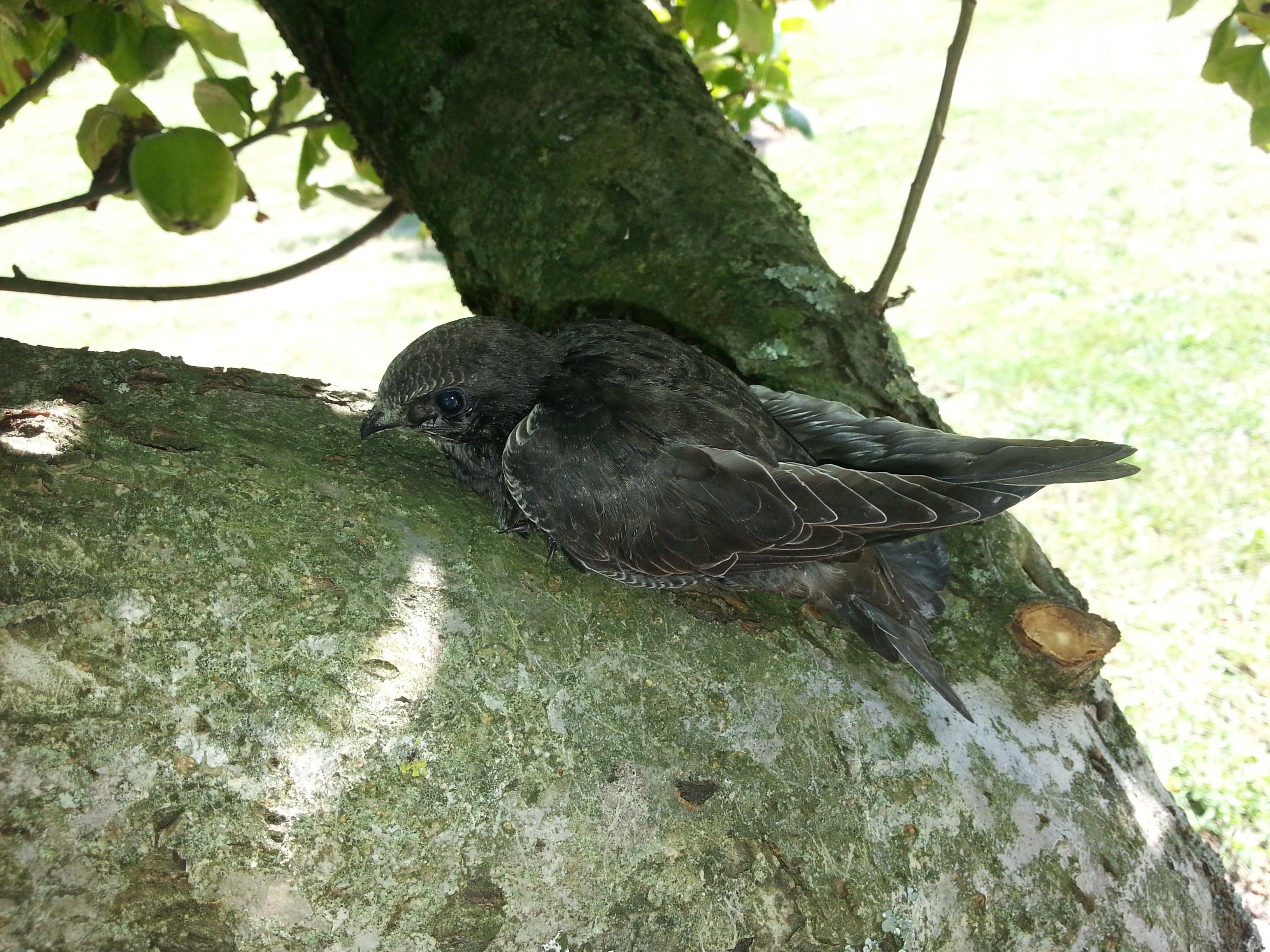
Martinet noir mi-adulte Développement des ailes.
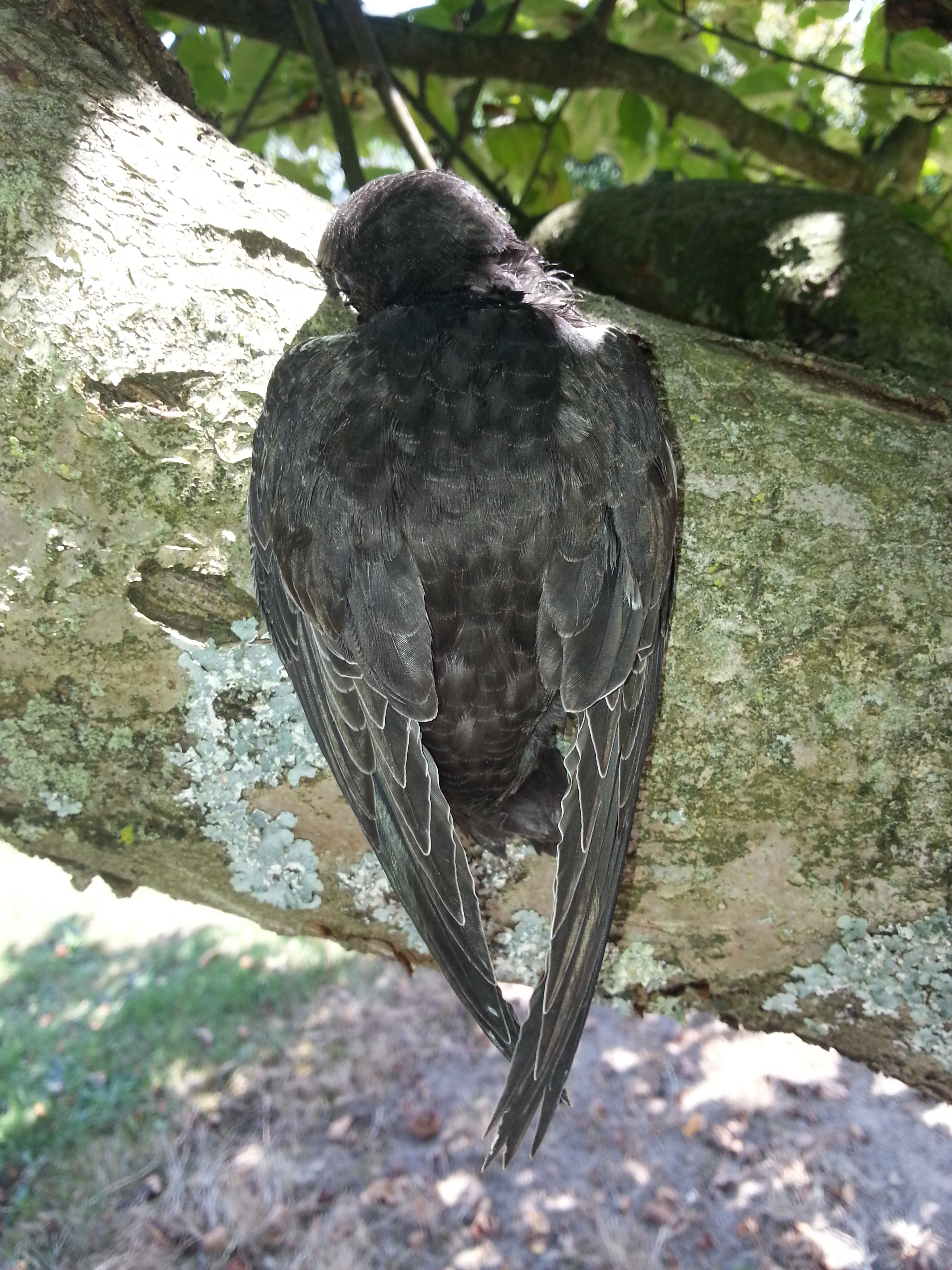
Ailes.
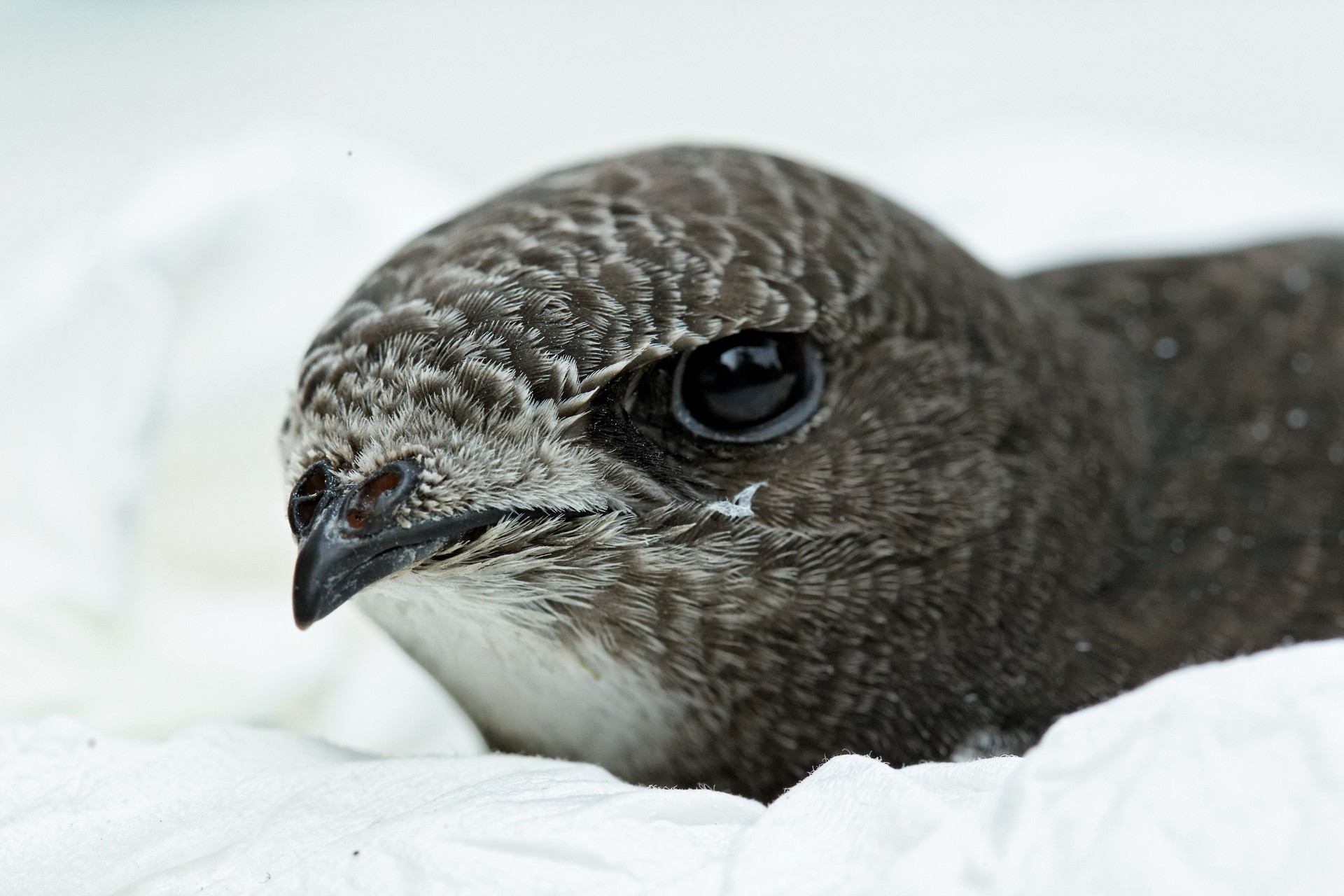
Jeune martinet noir.

## Longévité
Le martinet noir vit généralement plus de vingt ans. Sa longévité maximale est de 31 ans.

## Comportement

### Locomotion

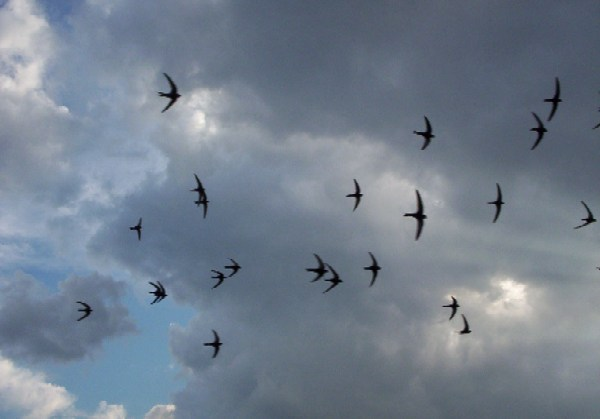
Groupe de martinets en vol.

Excepté en période de couvaison ou de nourrissage, le martinet noir passe l'intégralité de sa vie en vol, y compris pour se nourrir et pour dormir,. Les martinets noirs peuvent ainsi voler dix mois consécutifs, ne se posant qu'en de très rares occasions. Cela en fait la plus longue durée connue chez les oiseaux, devant le martinet alpin et la frégate du Pacifique,.
Excellent voilier, le martinet peut atteindre des vitesses de 200 km/h sur de courtes distances, ce qui en fait l'un des animaux les plus rapides. Extrêmement précis, il est capable de rejoindre son nid via un petit orifice de quelques centimètres de diamètre, sans diminuer son allure.

### Alimentation
Le martinet noir se nourrit de plancton aérien (insectes, araignées) pendant qu'il vole. Il capture plusieurs centaines d'espèces différentes d'arthropodes qu'il est capable de reconnaître en vol dans les couches inférieures de la troposphère. Ses principales proies sont les aphides, les hyménoptères, les coléoptères et les diptères. Si les conditions météorologiques ne permettent pas une alimentation suffisante, le martinet peut changer de région. Il dort en volant en groupe de façon circulaire ou au gré de courants aériens en recherchant des zones d'inversion de température à environ 1 500 mètres d'altitude. Le suivi par radar de ces oiseaux a montré qu'ils peuvent voler de nuit jusqu’à 2,5 km d'altitude, et qu'au crépuscule et à l'aube ils effectuent des vols ascensionnels qui semblent ne pas faire partie de leur cycle de sommeil, mais qui pourraient selon des scientifiques néerlandais leur servir « à récolter des informations sur les conditions atmosphériques », peut-être pour prédire la météo de la nuit et des jours à venir afin de savoir où chasser.

### Reproduction

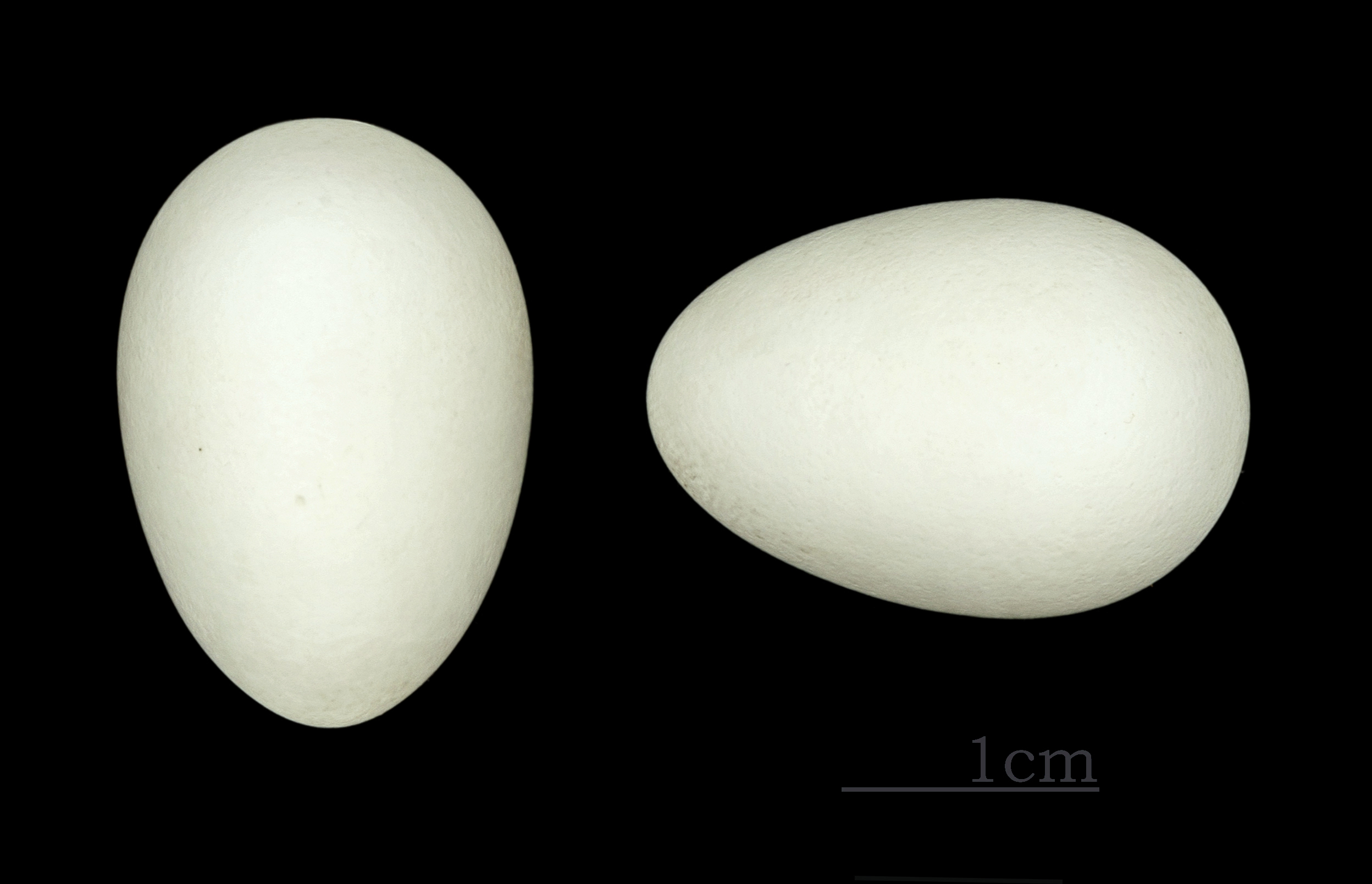
Œufs de Martinet noir Muséum de Toulouse.

Les martinets construisent leur nid à plat dans des anfractuosités de falaises ou de murs. Ils sont en général fidèles à leur nid qu'ils réutilisent chaque année. Celui-ci est constitué de toutes sortes de matériaux légers (plumes, brins d'herbes ou feuillettes) recueillis au gré des vents et agglomérés par de la salive. On y retrouve parfois même des papillons, des demoiselles, ou des petits bouts de plastique. La maturité sexuelle est atteinte à partir de la 3e année, même si certains individus ne se reproduisent pas avant leur 4e ou 5e année.
Vers mai-juin, la femelle pond deux ou trois œufs qui sont couvés pendant 19 à 27 jours. Mâle et femelle se relaient pendant la période de couvaison et de nourrissage. Les adultes stockent les insectes qu'ils capturent dans leur gorge, ce n'est que lorsque cette balle atteint 1 ou 2 g qu'ils reviennent nourrir leurs petits. Ceci leur permet de nicher en ville et d'aller chasser à une distance plus ou moins grande du site de nidification, exploitant ainsi les ressources en nourriture de façon optimale. Par mauvais temps, les jeunes martinets peuvent subsister plusieurs jours sur leurs réserves de graisse, période pendant laquelle ils entrent dans une léthargie. Un nouveau-né peut ainsi rester en vie sans nourriture au moins pendant 48 heures. Des oisillons un peu plus âgés peuvent survivre à des périodes de disette de plusieurs jours. À l'issue de la période de nourrissage (37 à 56 jours), les jeunes quittent le nid et deviennent aussitôt indépendants.
En temps normal, la croissance des jeunes est marquée par deux périodes d'amaigrissement, au moment de la formation du plumage et au moment de l'envol. Il n'est pas rare qu'à cette date les parents aient déjà commencé leur migration vers l'Afrique. Les jeunes se débrouillent tout seuls pour apprendre à chasser. Sauf exception, ils passeront près de deux ans sans se poser.

## Répartition et habitat
Le martinet noir est le seul martinet  présent dans presque toute l'Europe. L’aire  de  reproduction  de  cette  espèce s’étend  de  l’Afrique  du  Nord  à  l’Asie  centrale. Elle atteint  70°  de latitude  nord  en  Norvège  et  68°  en  Russie. Deux  sous-espèces  ont  été  décrites: 
- la  sous-espèce  nominale, Apus apus apus occupe  l’ouest  du  Paléarctique  jusqu’au  lac  Baïkal et  hiverne  au  sud  de  l’Afrique, principalement  en  république démocratique du Congo, au sud de la Tanzanie jusqu’au Zimbabwe et au Mozambique.
- La sous-espèce Apus apus pekinensis se trouve en Iran et dans la région située à l’est de la Mer Caspienne, et dans le nord, le centre et l’est de l’Afghanistan, vers l’est dans la partie ouest de l’Himalaya jusqu’au centre du Népal, et jusqu’en Mongolie et dans le nord de la Chine. Cette race a le front plus pâle et présente un contraste plus important au niveau du plumage des ailes[9].

### Migration

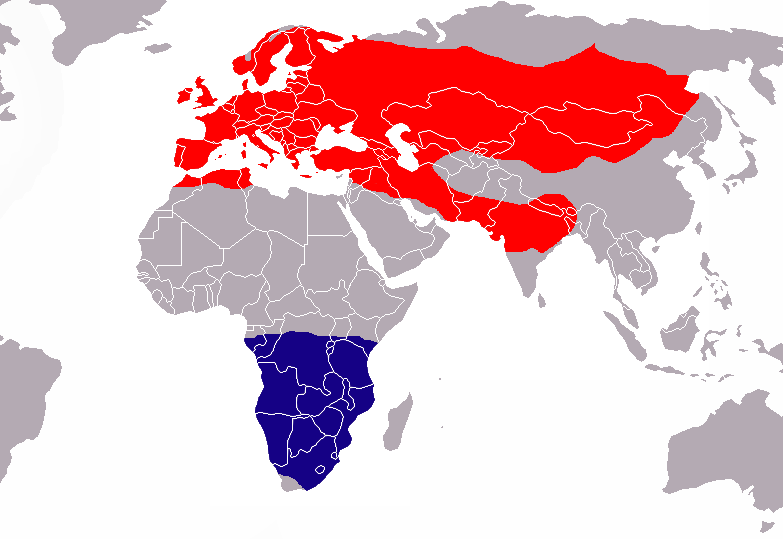
Rouge: Zone de nidification
Bleu: Zone d'hivernage

Envol des jeunes martinets

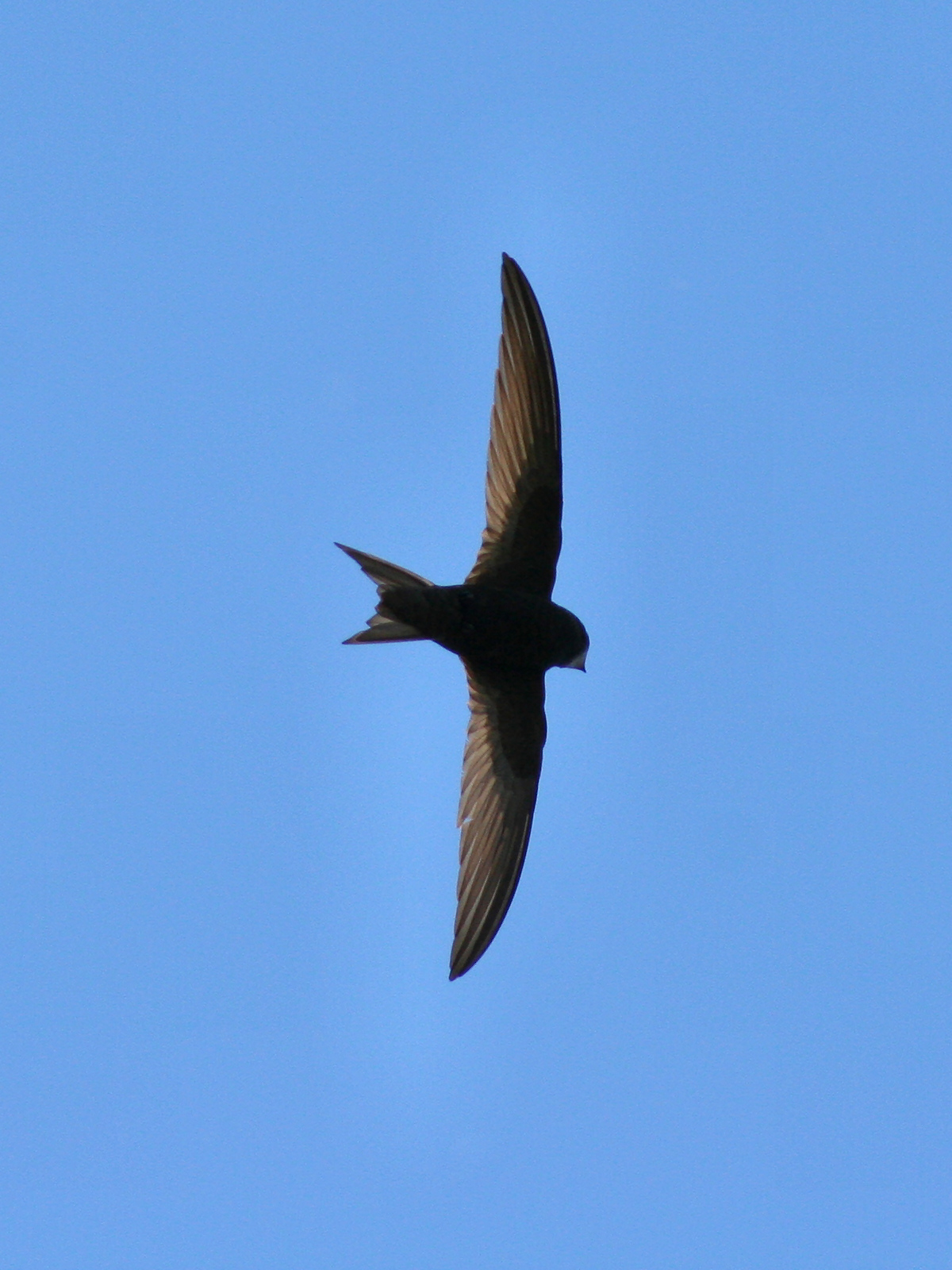
Martinet en vol.

Le martinet est l'un des rares oiseaux qui apprennent à voler et à se nourrir sans l'aide de leurs géniteurs, lesquels peuvent entamer leur migration sans attendre que leur progéniture soit autonome.
Au bord de leur nid, bien agrippés avec leurs serres, ils entraînent leurs ailes en battements rapides. Cela peut durer plusieurs jours. Ils quittent le nid dès qu'ils se sentent prêts, vers les 42 jours et il semble qu'ils entament immédiatement leur première migration vers le grand Sud, même s'il est très probable que certains restent encore un certain temps autour de leur colonie.

## Parasites
Un ectoparasite fréquent du martinet noir est un diptère hématophage, la « cratérine du martinet » ou anapère pâle (Crataerina pallida), qui peut l'épuiser s'il survient par grand nombre en temps de disette[réf. souhaitée]. La cratérine passe la mauvaise saison sous forme de pupe. Elle est présente partout où le martinet se reproduit, sauf en Laponie où elle ne survit pas aux rigueurs de l'hiver.

## Systématique
L'espèce a été décrite par le naturaliste suédois Carl von Linné en 1758, sous le nom initial de Hirundo apus.

### Synonyme
- Hirundo apus  Linné, 1758

### Taxonomie
D'après Alan P. Peterson, cette espèce est constituée des deux sous-espèces suivantes :
- Apus apus apus (Linnaeus) 1758 ;
- Apus apus pekinensis (Swinhoe) 1870.

## Le martinet noir et l'Homme

### Raréfaction des martinets
- On constate, depuis quelques décennies — comme pour les hirondelles et de nombreuses autres espèces insectivores — un effondrement général de populations du martinet noir sur une grande partie de son aire potentielle de répartition. 
Parmi les explications figure la raréfaction de ses proies en raison d'un usage massif et croissant des insecticides ; en 1962, la biologiste américaine Rachel Carson publia le livre Printemps silencieux (Silent Spring) accusant le DDT d'être cancérigène et reprotoxique (il empêche la bonne reproduction des oiseaux en amincissant la coquille de leurs œufs[11]). Ce livre créa un véritable tollé et fut à l'origine de divers mouvements écologiques. Il a encouragé des évaluations écotoxicologiques qui ont conduit — à partir des années 1970 — à peu à peu interdire le DDT dans certains pays. Ailleurs, son utilisation s'est poursuivie pour combattre des vecteurs de maladie, mais elle reste controversée (en tant que POPs, polluant persistant, et pour ses effets écosystémiques) ; 50 ans après l'appel de Rachel Carson, une étude d'histoire environnementale a analysé au Canada une couche de guano de martinets accumulé dans un dortoir utilisé par ces oiseaux de 1940 à nos jours. Elle a confirmé que le DDT a effectivement eu un impact considérable sur les oiseaux insectivores, en détruisant un grand nombre des insectes dont ils se nourrissent (coléoptères notamment, leurs proies les plus nourrissantes)[12],[13]. 
De plus, les constructions urbaines modernes offrent de moins en moins de sites de nidification favorables à cette espèce originellement inféodée aux falaises et qui avait trouvé dans les constructions humaines traditionnelles (tours, clochers, bâtiments élevés en pierres) des sites favorables (dessous de toit, trous entre les pierres, trous de boulin,...).
- Il existe aussi quelques phénomènes conjoncturels tels que des dépressions océaniques provoquant des périodes de mauvais temps continu au moment de la nidification, susceptibles certaines années de décimer les colonies de martinets (adultes reproducteurs et poussins). Seul le comportement particulier des jeunes adultes, qui consiste en une délocalisation massive vers des régions plus clémentes, peut les sauver.

#### Impact des éoliennes
Selon la Ligue pour la protection des oiseaux, le Martinet noir fait partie des trois oiseaux que l’on retrouve le plus fréquemment mort au pied des éoliennes en France.

### Philatélie
Le martinet noir a été présenté dans des émissions de quelques pays européens : Belgique (2007), Italie.